# Salt Typhoon
O Salt Typhoon é um agente de ameaça persistente avançado, e acredita-se que ele seja operado pelo Ministério da Segurança do Estado da China (MSS), que conduziu campanhas de espionagem cibernética de alto nível, particularmente contra os Estados Unidos. As operações do grupo enfatizam alvos de contrainteligência nos Estados Unidos e roubo de dados de propriedade intelectual corporativa importante. O grupo infiltrou-se em alvos em dezenas de outros países em quase todos os continentes.  O antigo analista da NSA, Terry Dunlap, descreveu o grupo como um “componente da Estratégia dos 100 Anos da China”. 

## Organização e atribuição
O Salt Typhoon é amplamente conhecido como sendo operado pelo Ministério da Segurança do Estado da China (MSE), pelo seu serviço de inteligência estrangeira e pela polícia secreta  . A embaixada da China nos Estados Unidos nega todas as afirmações, e diz que é "boatos infundados e irresponsáveis" .
De acordo com a Trend Micro, o grupo é uma "grupo bem organizado com uma divisão clara de trabalho", em que os ataques direcionados a diferentes regiões e indústrias são lançados por atores distintos, sugerindo que o grupo é composto por várias equipes, "destacando ainda mais a complexidade das operações do grupo". 

## Metodologia
O Salt Typhoon supostamente emprega um rootkit em modo kernel do Windows, o Demodex (nome dado pela Kaspersky Lab ), para obter controle remoto  sobre seus servidores alvos.  Eles demonstram um alto nível de sofisticação e usam técnicas anti-forenses e anti-análise para evitar a detecção. 

### Alvos
De acordo com o The New York Times, o Salt Typhoon é único por se concentrar principalmente em alvos de contra-inteligência.  Além dos provedores de serviços de Internet dos EUA, a empresa eslovaca de segurança cibernética ESET afirma que o Salt Typhoon já invadiu hotéis e agências governamentais em todo o mundo.  